# Concepția despre religie a lui Charles Darwin

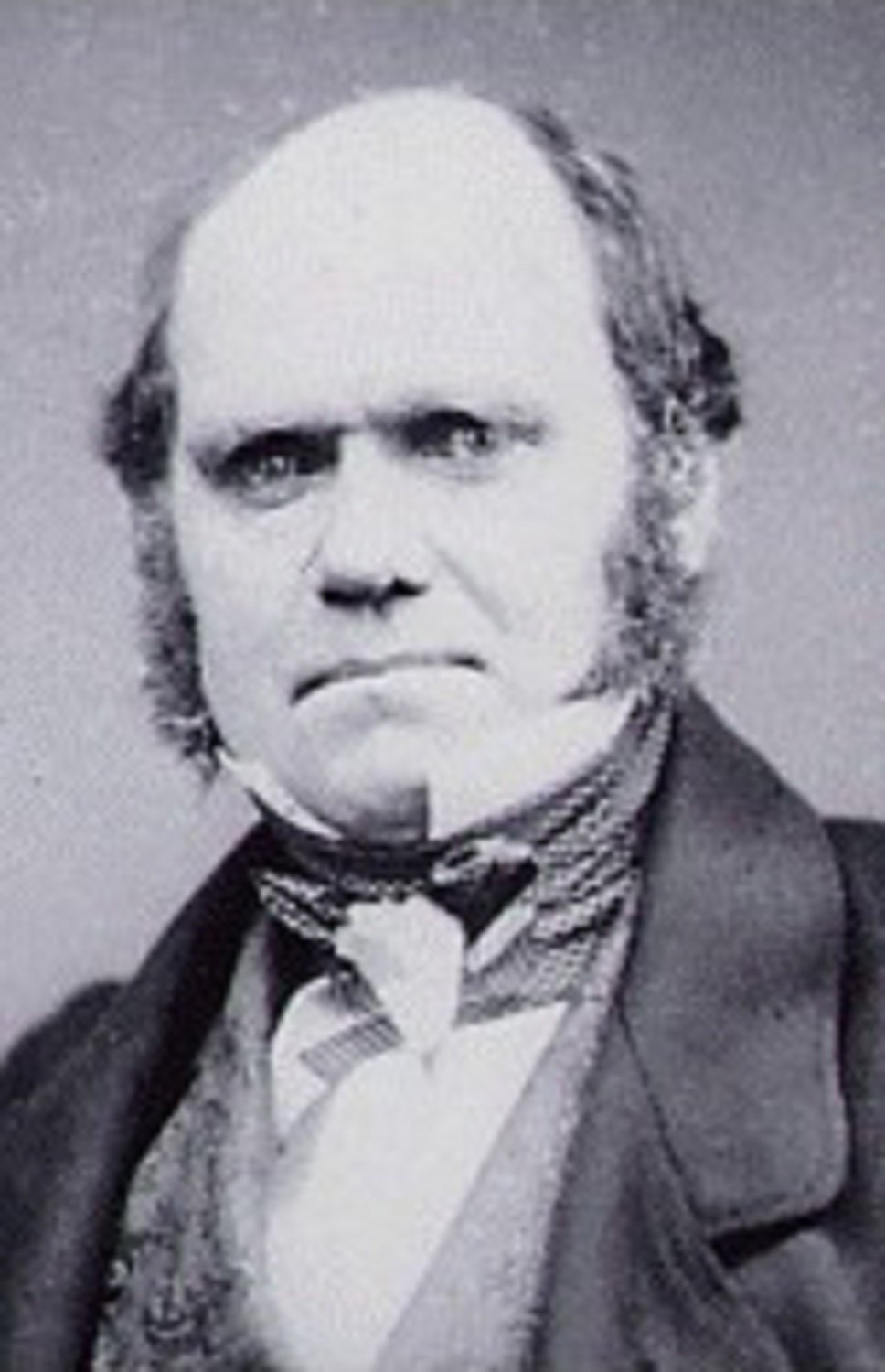
Charles Darwin în 1854, cu 5 ani înainte de a publica Originea speciilor.

Concepția despre religie a lui Charles Darwin a fost un subiect care dintotdeauna a suscitat interesul. 
Teoria evoluționistă, elaborată de marele naturalist englez, a avut un rol important în istoria biologiei și a generat numeroase dezbateri și polemici între susținătorii religiei și cei ai științei, nu numai în acea epocă, ci și în perioadele care au urmat, astfel că putem vorbi de o adevarată controversă creaționism-evoluționism.
Darwin și-a început studiile elementare la o școală aflată sub patronaj religios din satul natal, Shrewsbury, sub egida Bisericii Anglicane, chiar dacă acest lucru contravine firii sale non-conformiste de mai târziu. Mai mult, la insistențele tatălui, care dorea ca fiul său să intre în rândul clerului, Darwin urmează cursurile Universității Cambridge. Dar interesele sale erau orientate către științele naturii, față de care manifestă o înclinație deosebită.
La început, concepțiile religioase ale lui Darwin erau dominate de teologia naturală a filozofului teolog William Palley (1743 - 1805), celebru prin al său argument teleologic, care explica adaptarea speciilor vii ca fiind acțiunea lui Dumnezeu asupra legilor naturii. 
La încheierea călătoriei la bordul vasului Beagle, Darwin începe să aibă îndoieli în ceea ce privește imutabilitatea speciilor. 
În acea perioadă, în întreaga lume apăruseră reacții și manifestări critice la adresa scrierilor religioase, care căutau să argumenteze că Biblia nu este de inspirație divină și că adevărul se obține pe baza rațiunii, nu a dogmelor religioase.
Tot acest curent era împotriva fundamentalismului religios și favorabil ateismului. 
După întoarcerea sa, în octombrie 1836, Darwin se gândește tot mai intens nu numai asupra geologiei și al transmutației speciilor, dar și asupra religiilor în general, punându-și întrebarea dacă au toate religiile aceleași drepturi, în virtutea faptului că fiecare din ele își susține supremația. 
Aproximativ din 1849, Darwin nu mai frecventa biserica locală. Duminicile, când familia mergea în lăcașul de cult, marele naturalist prefera o plimbare. Deși reticent în ceea ce privește opinia sa față de religie, în 1879, Darwin declară că niciodată nu a fost un ateu în sensul negării existenței divinității, ci mai degrabă agnostic.

## Educația
Darwin s-a născut în timpul războaielor napoleoniene iar tinerețea și-a petrecut-o într-o perioadă marcată de conservatorism, când partidul Tory domina întreaga viață politică engleză.
Asistăm la o întărire a poziției Bisericii Anglicane care se opunea oricărui radicalism. 
Însă Iluminismul, apărut în secolul al XVIII-lea, precum și mișcările religioase protestante care începuseră să se cristalizeze și care nu s-au supus Actului de Uniformitate din 1559, susținute de partidul reformator, Whig, amenințau puterea supremă a bisericii de stat. Familia lui Darwin, atât a tatălui cât și a mamei, aparțineau unui astfel de cult, și anume cel unitarianist. 
Mai mult, bunicul său, naturalistul Erasmus Darwin se declara liber-cugetător. 
De asemenea, tatăl, medic, intră adesea în conflicte pe teme religioase cu diverse persoane influente cu vederi anglicane.
Micul Charles este botezat într-o capelă unitariană și aceasta la insistențele mamei, adeptă ferventă a acestei religii. 
După moartea mamei, când viitorul naturalist împlinea doar 8 ani, acesta intră ca intern la școala publică din Shrewsbury.

### Edinburgh
Cele două mari universități engleze, Universitatea din Oxford și Universitatea Cambridge se aflau sub influența Bisericii Anglicane. 
La admitere, acestea cereau studenților să semneze cele 39 Articole ale credinței anglicane. 
Din acest motiv, cei mai mulți englezi non-conformiști își trimiteau copiii să studieze la universitățile scoțiene și care astfel dobândiseră o reputație mai bună.
Darwin intră la Universitatea din Edinburgh pentru a urma medicina dar ulterior își manifestă atracția către științele naturii. 
La propunerea lui William A.F. Browne, persoană cu vederi radicale, Darwin aderă la societatea Plinian Society. 
Pentru prima dată, viitorul savant intră în lupta polemică dintre știință și religie. 
De asemenea, Darwin asistă la prelegerile profesorului Robert Edmund Grant despre concepția evoluționistă a lui Lamarck (denumită ulterior lamarckism). 
Darwin este surprins de aceste idei deși le mai întâlnise și în lucrările bunicului său, Erasmus. 
Până atunci știintele naturii se bazau pe creaționism. 
Și cum natura era considerată o creație divină, în acea epocă, specialiștii în științele naturii aparțineau clerului, adică Bisericii Anglicane.
Cultele protestante, printre care și unitarienii respingeau această idee, susținând că rațiunea se supune legilor fizicii. 
Erasmus Darwin, în lucrarea sa Zoönomia (1818), în care sunt prezentate idei evoluționiste, merge mai departe susținând: 
"...ar fi prea îndrăzneț să ne imaginăm că toate animalele cu sânge cald au apărut de la o viață cu filament pe care marea Primă Cauză să o înzestreze cu suflet ("animalitate")... și care să posede facultatea de a continua să se îmbogațească prin propria sa inerentă activitate și de a oferi aceste îmbunatățiri dintr-o generație într-alta întregii posterități, o lume fără sfârșit!"
prin care anticipează lamarckismul.

### Cambridge
Când Charles Darwin s-a dovedit incapabil de studiile medicale, tatăl său îl trimite la colegiul Christ's College din Cambridge, pentru a fi licențiat în științe umaniste, un prim pas spre a deveni preot de parohie. 
Inițial, tânărul Charles a fost cam nesigur, dar ulterior în scrisorile sale avea să declare: 
"Din puținul pe care l-am auzit despre acest subiect, am avut unele scrupule declarându-mi credința în dogmele Bisericii Anglicane; cu toate acestea îmi surâde gândul de a fi preot de țară. În acest scop, am citit cu multă atenție Exposition of the Creed a lui John Pearson și alte câteva cărți despre divinitate și cum n-am avut niciun dubiu legat de cele scrise în Biblie. Și eu m-am convins că Mărturisirea nostră de credință trebuie aceptată în întregime. "
Darwin era convins de raționamentul reverendului John Bird Sumner în scrierea Evidences of Christianity prin care necredința scepticilor conducea la dilema conform căreia fie că Isus nu a existat, fie că nu a fost fiul lui Dumnezeu, deci a fost un impostor. 
În continuare, preotul susținea că Noul Testament face acest lucru improbabil și cum miracolele sale au convins pe cei necredincioși, nu am avea niciun drept să negăm susținând ca aceste evenimente ar fi fost doar probabile.
Universitatea din Cambridge era strâns legată de Biserica Anglicană, majoritatea profesorilor având anumite ordine și funcții religioase. 
Aproape jumătate din absolvenți urmau cariera religioasă, lucru care se aștepta și la Darwin. 
Dar destinul său avea să ia o cotitură prin vizita scurtă a radicalilor Richard Carlile (1790 - 1843) (luptător pentru libertatea presei) și a reverendului Robert Taylor (1784 - 1844) (tot un liber-cugetător autodeclarat). 
În 1829, aceștia au inițiat o campanie numită infidel home missionary tour, în care își expuneau punctele de vedere sceptice și chiar antireligioase. 
Aceasta avea să producă agitație și în cadrul Universității din Cambridge, unde Darwin era student în anul al doilea.

### La bordul luiBeagle
Darwin plănuia ca, înainte de a se stabili ca preot, să întreprindă o călătorie în zona ecuatorială. 
La sfatul lui Henslow, studiază geologia sub îndrumarea lui Adam Sedgwick (1785 - 1873), de unde află despre vechimea Pământului, apoi merge cu acesta în Scoția unde, timp de două săptămâni, efectuează cartografierea straturilor geologice. 
La întoarcere, Darwin primește o scrisoare prin care este invitat să participe la expediția navală la bordul navei Beagle, condusă de căpitanul Robert FitzRoy. Înainte de a părăsi Anglia, acesta îi daruiește lui Darwin o copie a primului volum din Principiile geologiei a lui Charles Lyell. 
În timpul călătoriei, Darwin va studia acestă carte cu o deosebită atenție.

## Renunțarea la credință

### Discuțiile cu Emma
În încercarea de a da o explicație celor observate în cursul expediției, la începutul lui 1837, Darwin începe să facă speculații privind transmutația speciilor pe care o considera o nouă teorie. 
Luând hotărârea să se căsătorească, la 29 iulie 1838, o vizitează pe verișoara sa, Emma, la care se reîntoarce la 11 noiembrie. 
La fiecare astfel de întâlnire, discută cu viitoarea soție și despre concepțiile sale. În scrisorile ei, aceasta își exprima dezamăgirea: 
"Când sunt cu tine, îmi vin în minte tot felul de gânduri melancolice, dar, când pleci, acestea mă părăsesc parcă de teamă că opiniile noastre asupra celui mai important subiect sunt diferite. Rațiunea îmi spune că îndoielile sincere și conștiente nu pot fi un păcat, dar pot deschide un gol dureros între noi doi. Îți mulțumesc din toată inima pentru sinceritatea ta față de mine căci îmi dau seama cu ce sentiment îți ascunzi opiniile de teamă să nu mă rănești. Este poate o nebunie să spun mai mult de atât, dar, dragul meu Charles, noi nu aparținem unul altuia și nu te ajută cu nimic daca sunt sinceră față de tine. Vrei să-mi faci o favoare? Sunt sigură că vei accepta și anume să citești cuvântarea de rămas-bun a Mântuitorului în fața apostolilor săi de la sfârșitul capitolului al XIII-lea al Evangheliei după Ioan. Este atât de plină de dragoste, devotament și gânduri frumoase. Este fragmentul din Noul Testament pe care îl îndrăgesc cel mai mult. Este o dorință a mea, deși mi-e greu să-ți spun de ce nu aș dori să-mi spui părerea ta în legătură cu aceasta."
Deja Darwin își pusese problema materialismului implicat în ideile sale, după cum vedem în notițele sale privind transmutația: 
"Gândirea, mai bine zis dorința, fiind ereditare, este greu să ne închipuim altfel structura creierului, decât ca fiind ereditară, lucru dovedit și de analogii - iubirea efectului divinității asupra organizării, ah, materialistule!"

### Teoretizări
Darwin era interesat de legile care stabileau "armonia" în natură și efectua cercetări privind creșterea și mai ales evoluția animalelor. 
După ce, în noiembrie 1838, a citit a șasea ediție a lucrării Eseu asupra principiului populației a lui Thomas Malthus, începe să efectueze observații asupra selecției efectuate de crescătorii de animale. 
Își dă seama de rolul jucat de acele mutații genetice, relativ aleatorii, dar care, atunci când sunt favorabile unei specii, aduc îmbunătățiri în sensul evoluției acesteia. 
Teoria selecției naturale constituie pentru Darwin una din principalele explicații ale adaptării și îl îndepărtează de ideea unei voințe sau a unui scop divin. 
Marele naturalist consideră că este absurd conceptul unei divinități omnipotente, doar gândindu-se la modul cum se inmulțesc ihneumonidele, care își depun ouăle în trupul unor omizi ce vor servi drept hrană vie larvelor.

### Moartea lui Annie
În iunie 1850, fiica sa favorită, Annie, care avea 9 ani, se îmbolnăvește și, după o chinuitoare suferință, moare la 23 aprilie 1851. 
Darwin se gândește tot mai intens asupra sensului morții dat de creștinism și a semnificației tragicului din natură, credința sa începe să se clatine și nu mai frecventează biserica. 
În memoriile sale, scrie despre Annie, dar își exprimă îndoiala față de existența unei vieți viitoare sau a unei mântuiri. 
Soția, Emma, își asigura ceilalți copii că Annie a ajuns în paradis, însă Henrietta, o alta fiică a cuplului Darwin, la fel de sceptic își pune problema dacă sora sa va ajunge în rai deoarece era convinsă că toți îngerii sunt bărbați, ba mai mult, suferințele pe care Annie a fost nevoită să le îndure ar arăta că ea ar merge către iad dacă Dumnezeu nu o va ierta.

### Originea speciilor
Darwin continuă să evite controversele publice preferând să adune dovezi care să-i susțină teoriile.
În 1858, aflând că Alfred Russel Wallace a elaborat o teorie similară, urgentează publicarea propriilor idei.
Reacția publicului la publicarea "Originii speciilor", în 1859, a fost mult mai moderată decât Darwin se așteptase.
Mai mult, în 1860, șapte teologi liberali anglicani au redactat un manifest numit Essays and Reviews, prin care să aducă o critică Bibliei, în termeni accesibili publicului larg, și prin care să susțină teoria lui Darwin.
Acest val de criticism istoric ("Higher Criticism") a fost considerat "un triumf al discursului rațional al logosului asupra mitului" și susținea ideea că Biblia nu trebuie înțeleasă literal, în sensul strict al cuvântului, căci am ajunge la fundamentalism și că vest-europenii au pierdut acel sens original al mitului.

## Religia și socialul
În Originea omului, apărută în 1871, Darwin aduce o critică fermă asupra religiei.
Astfel, în introducere precizează:
"Ignoranța aduce mai multă încredere decât cunoașterea: Acei care cunosc puțin și nu acei care cunosc mai mult, afirmă despre o anumită problemă că va fi sau nu rezolvată de către știință."
Într-un capitol ulterior, respinge ideea că religia ar fi înnăscută și nu dobândită:
"Credința în Dumnezeu - Religie. - Nu există niciun argument că omul ar fi înzestrat chiar din naștere cu credința existenței vreunui Dumnezeu omnipotent. Dimpotrivă, există dovezi clare, și nu de la călătorii grăbiți, ci de la cei care au trăit în sălbăticie, că au existat numeroase rase și încă mai există, care nu au nicio idee privind existența zeilor și nu au niciun cuvânt în vocabular care să exprime această idee. Problema este însă distinctă de una și mai importantă, dacă există un creator și un conducător al universului, iar la aceasta s-a răspuns afirmativ de doar câțiva din marii înțelepți care au existat vreodată"
"Credința în Dumnezeu a fost considerată nu numai ca una dintre cele mai mari, dar și cea mai completă distincție dintre om și animal. Totuși este imposibil, cum s-a arătat, să susținem că această credință este înnăscută sau instinctivă în om. Pe de altă parte, credința în entități spirituale omniprezente pare să fie universală și în mod aparent urmează după un considerabil progres al rațiunii umane, și după un și mai considerabil progres al puterii sale de imaginație, curiozității și uimirii sale. Sunt conștient că aceasta credință în Dumnezeu, adoptată în mod instinctiv, a fost folosită de mai multe persoane ca argument al existenței Sale. Dar acesta este un argument pripit, ca și cum am fi forțați să credem în existența a mai multor spirite răufăcătoare, doar puțin mai puternice decât omul; căci credința în acestea este mult mai generală decât cea într-un Dumnezeu binefăcător. Ideea unui creator universal și binefăcător nu pare să răsară din mintea omului, până când aceasta nu a fost îmbogățită de o lungă și continua cultură."

## Agnosticismul
Întrebat despre credința sa și dacă teismul și evoluționismul nu sunt incompatibile, într-una din scrisorile sale, Darwin răspunde că un om poate fi și teist fervent, dar și evoluționist, menționându-i ca exemple pe botanistul american Asa Gray (1810 - 1888) și profesorul englez Charles Kingsley (1819 - 1875).
Mai departe, Darwin precizează: 
"N-am fost niciodata ateu în sensul negării existenței lui Dumnezeu... Cred că în general (și mai ales pe măsură ce îmbătrânesc), cuvântul care descrie adecvat starea mea de spirit este agnosticism"